# Linden, Kaiserslautern
Linden là một đô thị ở huyện Kaiserslautern, bang Rheinland-Pfalz, phía tây nước Đức. Đô thị Linden, Kaiserslautern có diện tích 5,1 km².